# 德里納茲沃爾尼克足球俱樂部
德里納茲沃爾尼克足球俱樂部（FK Drina Zvornik）是波黑的一家足球俱樂部，主場位於塞族共和國的茲沃爾尼克。球隊現在參加波斯尼亞超級足球聯賽的賽事。德里納茲沃爾尼克曾兩次獲得波黑足球甲級聯賽的冠軍。